# Tông Kén
Tông Kén (danh pháp khoa học: Gelonieae) là một tông trong phân họ Crotonoideae (phân họ Ba đậu) của họ Euphorbiaceae (họ Đại kích). Nó bao gồm 2 chi.

## Các chi
- Cladogelonium
- Suregada: chi Kén (bao gồm cả Ceratophorus, Erythrocarpus, Gelonium, Owataria) - kén (mân mây, cổ ngỗng)